# Чхве Інхун
Чхве Інхун (кор. 최인훈.13 квітня 1934 р. — 23 липня 2018 р.) південнокорейський прозаїк, поет, літературний критик і драматург. 

## Біографія
Чхве Інхун народився 13 квітня 1936 року в Хоєрьонгуні, Хамгьонбукдо. Батько — Кім Кьонсок (кор. 김경속); Матір — Чхве Куксон (кор. 최국성). Він був старшим сином із чотирьох синів і двох дочок (справжнім роком народження вважається 1934 рік). Його родина була досить заможною.
Після звільнення, коли радянська армія наступала на Північ, його батька вказали на буржуа, і він з часом вирішив переїхати в інший регіон. У 1947 році він переїхав до Вонсана разом зі своїм батьком, і згідно зі змістом його автобіографічного роману його досвід відвідування школи у Вонсані мав великий вплив на його подальше становлення як романіста.
Коли почалася Корейська війна під час навчання у середній школі Вонсан, він слідував за південнокорейськими військами, які відходили до В'єтнаму, і пробув у таборі для біженців приблизно місяць, перш ніж переїхати до Мокпо, Чолланамдо, де у нього були родичі, і в той же час перейшов до середньої школи Мокпо.
Він закінчив середню школу Мокпо вступив на юридичний факультет Сеульського національного університету, але мало готувався до іспиту адвоката й зосередився на вивченні літератури. У цей час його рекомендували писати вірші, і, здається, він був не позбавлений таланту поета, оскільки вірші та пісні пізніше з'явилися в його творах, таких як "Квадрат" і "Сон хмари". Є кілька окремих дослідницьких статей про поему «Морська битва», і сам Чхве Інхун навіть написав її інтерпретацію. Точна причина невідома, але він кинув Сеульський національний університет у 1957 році перед останнім семестром. Пізніше він отримав звання офіцера і служив у війську. Досить довго був на військовій службі, сім років прослужив перекладачем, а з 1959 року займався літературною діяльністю.
Після 1970-х років Чхве Інхун заявив, що припинить писати романи і присвятить свої здібності письменника лише написанню п'єс. Він сам казав, що хоче залишитися драматургом, а не романістом, і дійшов до того, що сказав, що не відчував радості творення, коли писав романи, але коли писав п'єси, він відчував радість пробиватися крізь землю і злітають у космос.
У 1977 році він отримав нагороду корейського театрального та кіномистецтва за найкращу п'єсу за «Одного разу, Хуей Хой», а також написав кілька п'єс. Однак його п'єси не були написані переважно для сценічної гри, тому вони ближчі до драм Леже. Того ж року його призначили професором кафедри творчого письма в Сеульському інституті мистецтв (нині Сеульський інститут мистецтв), де він працював до свого виходу на пенсію в травні 2001 р. І навіть після виходу на пенсію, він читав спеціальні лекції. Також у 2009 році вперше поставивши свою п'єсу і сказав глядачам: «Немає такого поняття, як пенсія для творчих людей».
Під час свого перебування в Сполучених Штатах він не опублікував жодного роману, натомість старанно переписав Квадрат і повернувся з ним, перетвореним на твір, використовуючи витончену чисту корейську мову. Він вважав, що життя в Сполучених Штатах у той час було свого роду втечею, але з пізніших інтерв'ю випливає, що він вважає вільне життя в Сполучних Штатах, поки Республіка Корея страждала від диктатури, нездатністю виконати його відповідальність як інтелектуала. Однак, з іншого боку, він відчував, що написання роману, заснованого на політичній ситуації в Кореї, було лише художнім торканням поверхні реальності, тому він скептично ставився до свого власного роману як письменника та знайшов спосіб продовжити більш архетипову та істотну творчість Він сказав, що після довгих роздумів вирішив продовжити артистичну кар'єру, пишучи п'єси на основі міфології. Розгляд дій Чхве Інхуна просто як втечі від диктатури є вузьким тлумаченням, яке просякнуте активістською історією.
У 1977 році його офіційно призначили професором кафедри творчого письма Сеульського інституту мистецтв де він працював до травня 2001 року.
За життя він був людиною, чиє повсякденне життя було майже повністю оповите таємницею. Зокрема, у випадку з родиною Чхве Ін Хуна про це майже ніколи не розголошували ЗМІ. У червні 2018 року стало відомо, що у нього діагностували рак товстої кишки в термінальній стадії, і він бореться з нею. Оскільки рак було виявлено пізно, ракові клітини поширилися по всьому тілу, і стан вважається досить серйозним. Він пішов з життя вранці 23 липня 2018 року разом із родиною, і його похорони відбудуться з літературною печаткою. Кладовище розташоване в Jahayeon Ilsan, парковому кладовищі в Коянг-сі, Кьонгі-до.

### Творчість.
У 1959 році він дебютував у літературі публікацією "Кінець війни", і в тому ж році "Історія Рауля" була рекомендована, і він офіційно став романістом.
У 1960 році був написаний повнометражний роман "Квадрат", який можна вважати його показовим твором. А в тому ж році він опублікував "Mask High", а його показовий твір, повнометражний роман "Plaza", вийде в жовтні. Чхве Інхун, який раніше вважався талановитим молодим письменником, одним лише цим твором піднявся до рядів відомих романістів. Згодом він опублікував "Хмарний сон", "Сірий чоловік", "Подорож на Захід", "Тайфун", "Різдвяна пісня", "Ідуть у масках" і "Голос губернатора" та виїхав до Сполучених Штатів, щоб працювати драматургом.
Чхве Інхун як драматург не був відомий завдяки популярності "Квадрата", але після 1970-х років Чхве Інхун заявив, що припинить писати романи і присвятить свої здібності письменника лише написанню п'єс. Він сам казав, що хоче залишитися драматургом, а не романістом, і дійшов до того, що сказав, що не відчував радості творення, коли писав романи, але коли писав п'єси, він відчував радість пробиватися крізь землю і злітають у космос.
Офіційно Чхве Інхун випустив загалом сім п'єс, розділених на ті, що базуються на корейській міфології, і ті, що не засновані на ній. "Де і під чим ми зустрінемося?" за мотивами "Ondal tale", "Донг-донг-нак-донг" за мотивами "Історії принцеси Накранг і принца Ходонга" та "Одного разу, Хуей Хо" за мотивами «Крихітка», "Загальна казка", і такі п'єси, як "Місяць, місяцю, яскравий місяць", що є похмурим переосмисленням Симчхон-чжона. "Місяць, місяць, яскравий місяць" — це п'єса, заснована на мотиві Сімчхон. У п'єсі міститься шокуюча розповідь про жінку, яка проходить через труднощі, зокрема її викрадають японські пірати та гвалтують. Цю роботу розкритикували за жорстоке спотворення прекрасної класики та занадто багато сексуальних частин. Сам автор Чхве Інхун зовсім не збирався цього робити, і чи правда, що історія про те, що Сімчхон продала себе, правдива? Скоріше, історія заснована на ідеології синівської шанобливості в конфуціанстві, заохочуючи дітей він відповів, що сучасні корейці самі повинні замислитися над тим, чи був цей текст вимушеним і виправданим, і тому Чхве Інхун писав тексти в царині п'єс, які аналізують внутрішній життя корейців на більш високому рівні.
У 1977 році він отримав нагороду корейського театрального та кіномистецтва за найкращу п'єсу за "Одного разу, Хуей Хо", а також написав кілька п'єс. Однак його п'єси не були написані переважно для сценічної гри, тому вони ближчі до драм Леже.
Під час свого перебування в Сполучених Штатах він не опублікував жодного роману, натомість старанно переписав "Квадрат" і повернувся з ним, перетвореним на твір, використовуючи витончену чисту корейську мову.
В 1994 році, він опублікував свій автобіографічний роман "Хваду". Це робота, яка розкриває почуття Чхве Інхуна щодо основних подій Корейської історії, життя, яке він прожив уздовж течії, а також тематичну свідомість і творчу мотивацію йог творів. У 2012 році він випустив антологію під назвою «Листи з моря».

### Характеристика його праці
Його найбільша характеристика полягає в тому, що він завжди підкреслює любов, коли має справу з важкими темами, такими як ідеологія. Замість того, щоб розвивати історію в стилі Хлопець зустрічає дівчину, яка говорить, що врешті-решт перемагає кохання, сюжет здебільшого зосереджується на відданості великому ідеалу кохання перед обличчям складних ситуацій у реальності. Однак розчаровує ця тема кохання в тому, що погляди головного героя "Сірої людини" на кохання та жінок — це погляди інтелектуалів 60-х років, тому в наші дні вони почуватися класикою або навіть мачо . Хоча це неминучий аспект, враховуючи покоління, до якого належить Чхве Інхун, є щось трохи дивне у погляді головного героя на таких жінок у творі, який розповідає про піднесеність кохання. Це тим більше, що Чхве Інхун є так званим прогресивним письменником.
Хоча він відомий як письменник, який розглядає конфлікт ідеологій через "Квадрат", фактично можна сказати, що "Квадрат" — це єдиний твір, у якому конфлікт ідеологій висвітлюється як головна тема. Сам Чхве Інхун вірить у реальність нації, а не в ідеологію. Конфлікт ідеологій лише привернув його увагу як одна з історичних обставин нашого народу. Насправді Чхве Інхун написав твори, які майже є романами про альтернативну історію, дія яких відбувається протягом тривалого колоніального періоду, наприклад "Тайфун". Хоча "Квадрат" також розкриває конфлікт між ідеологіями, він ближче до роману, який викриває хибність ідеологій і має справу з більш фундаментальними питаннями стосунків між окремими людьми та групами та екзистенційними питаннями життя. Життя Мен Чжунлі — це епістемологічна пригода, яка починається з його ненависті до націоналізму та шукає бачення, яке виходить за межі нації, а ідеологія є лише фоновим елементом.
Є багато творів, які пародіюють класичну літературу та інші літературні твори, типовими прикладами є "Night Dreams", "Journey to the West" і "A Christmas Carol". Крім того, часто використовуються експериментальні методи, і у випадку з "Nine Cloud Dreams", згаданим вище, його оцінюють як твір, що випередив свій час, критикуючи реальні проблеми за допомогою унікальної техніки фентезійного роману, у якому мрії та реальність неоднозначні.
Хоча він добре відомий публіці як прозаїк, він, як не дивно, також є важливою особою у сфері п'єс. Кажуть, що він почав писати п'єси, "щоб висловити зміст, який можна було виразити лише в п'єсах, оскільки він відчував обмеження створення романів". По суті, п'єси — це не сценарії п'єс, які виконуються на сцені, а чиста література. Він відомий як письменник, який намагався підійти, але поставив власну п'єсу в 2009 році. Так само, як пародійні прийоми часто використовувалися в романах, Він також писав п'єси, які пародіюють класичні твори, такі як Сімчхон-чжон і Ондал-чжон, які також ставилися в Сполучених Штатах. У 2003 році в тесті коледжу Scholastic Ability Test одна з п'єс Чхве Інхуна «Dungdung, Naklangdung» була представлена як запитання, яке застало людей зненацька. Просто дивлячись на назву, мені щось нагадується . Його літературна діяльність була нечастою в його останні роки, і після збірки есе та романів під назвою «Листи з моря» не було багато новин. Фактично, сам корейський літературний світ є середовищем, де літнім, визнаним письменникам важко публікувати нові твори. Крім того, оскільки він визнаний мислителем, він не буде писати та публікувати багато статей без будь-якої мети. Беручи до уваги ці речі, можна сказати, що він досить активний. Як згадувалося вище, з 1977 по 2001 рік він працював професором Сеульського інституту мистецтв, а після виходу на пенсію отримав звання почесного професора.